# Aplanat
L'Aplanat (ou Rapid Rectilinear) est un objectif photographique créé par John Henry Dallmeyer en 1866. Il est constitué de deux doublets accolés, chacun composé d'un ménisque convergent et d'un ménisque divergent. Cet objectif ne montre pas de distorsion puisqu'il est symétrique et pouvait avoir une ouverture allant jusqu'à f/6. Il a été utilisé pendant plus de 60 ans.

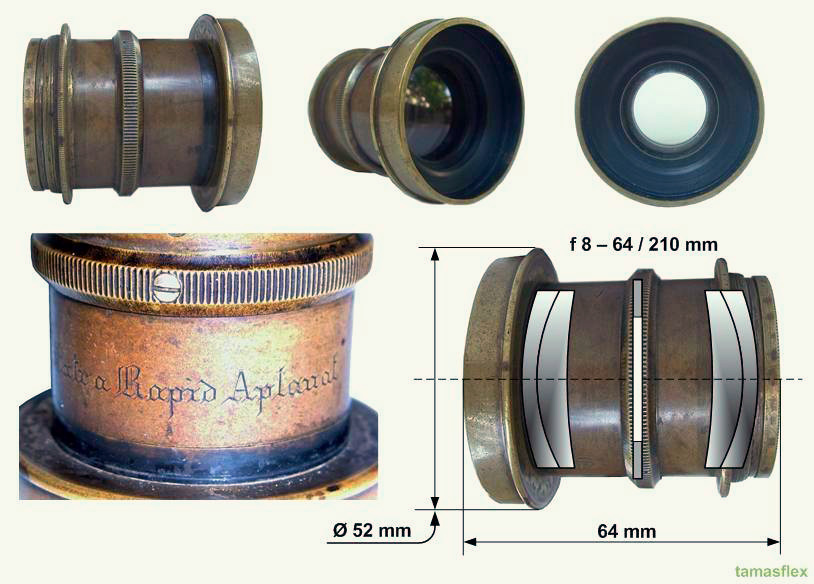
Objectif Aplanat.

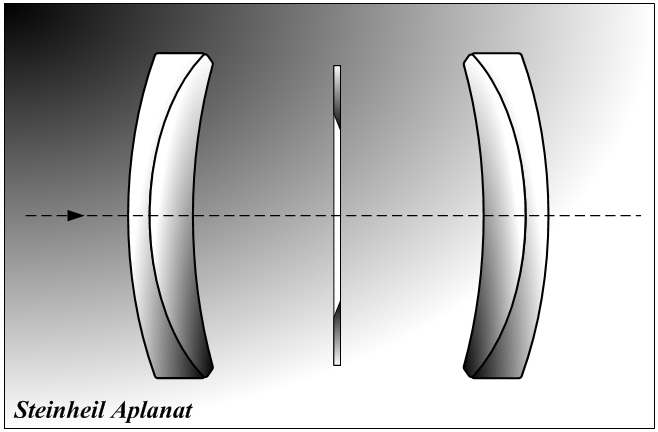
Formule optique d'un objectif Aplanat.